# Vladímir Sudets
Vladímir Alexándrovich Sudets (en ruso: Влади́мир Алекса́ндрович Суде́ц; Nizhnedneprovsk, Imperio ruso, 10 de octubrejul./ 23 de octubre de 1904greg. – Moscú, Unión Soviética, 6 de mayo de 1981) fue un líder militar soviético que combatió en las filas de la Fuerza Aérea Soviética durante la Segunda Guerra Mundial. Por su actuación en la ofensiva del Vístula-Óder se le concedió el título de Héroe de la Unión Soviética el 28 de abril de 1945.

## Biografía

### Infancia y juventud
Vladímir Sudets nació el 23 de octubre de 1904 en la pequeña localidad rural de Nizhnedneprovsk en la gobernación de Yekaterinoslav en esa época parte del Imperio ruso (actualmente parte de la ciudad de Dnipropetrovsk en el óblast de Dnipropetrovsk en Ucrania). En su infancia estudió durante cinco años en la escuela local y posteriormente dos años en una escuela vocacional, en febrero de 1922, después de graduarse trabajó como mecánico en varias fábricas.

### Periodo de entreguerras
En septiembre de 1925, se unió al Ejército Rojo, la organización del partido de la planta de aviación «bolchevique» de Zaporiyia lo envió a estudiar a la Escuela Técnico-Militar de la Fuerza Aérea del Ejército Rojo de Leningrado, después, en abril de 1927, fue nombrado mecánico de aviones júnior en el 31.º Escuadrón de aviación de la Fuerza Aérea del Distrito Militar de Ucrania (UVO). En julio de 1929 completó un curso de entrenamiento de vuelo y fue asignado al 3.er Escuadrón de Aviación de la 5.ª Brigada de Aviación donde asumió sucesivamente los siguientes puestosː piloto júnior, comandante de vuelo, asistente del comandante de escuadrón para asuntos políticos, asistente del comandante de escuadrón. En noviembre de 1931 se graduó en los cursos de formación avanzada para mandos de la 1.ª Escuela Militar de Pilotos en la ciudad de Kacha y fue nombrado comandante del escuadrón del 3.er escuadrón de aviación. En mayo de 1933 se graduó de los cursos de Estado Mayor en la Academia de la Fuerza Aérea del Ejército Rojo y luego regresó a la unidad a su puesto anterior.
Entre 1933 y 1936 sirvió en la República Popular de Mongolia, donde fue instructor-asesor del comandante de una brigada aérea, al mismo tiempo que comandaba un grupo de refuerzo de aviación de la Fuerza Aérea del Ejército Rojo. Durante este periodo combatió contra rebeldes «bandidos» antisoviéticos en Mongolia y China, así como contra tropas japonesas en la zona del lago Buir. En febrero de 1938 fue nombrado comandante del 6.º Escuadrón del 53.º Regimiento de aviación de alta velocidad y en febrero de 1939, comandante asistente de la 27.ª Brigada de aviación de bombarderos de alta velocidad del Distrito Militar de Leningrado. En este puesto participó en la guerra de Invierno, durante la guerra realizó catorce salidas de combate en un bombardero Túpolev TB-3. En julio de 1940, asumió el puesto de comandante de la brigada, luego, en agosto del mismo año, fue nombrado comandante de una división de aviación y en noviembre, fue ascendido al mando del 4.º Cuerpo de Aviación de bombarderos de Largo Alcance.

### Segunda Guerra Mundial
En agosto de 1941, poco después de la invasión alemana de la Unión Soviética, el cuerpo al mando del coronel Sudets apoyó a las tropas de los Frentes Suroeste y Sur, atacó aeródromos enemigos, grupos de tanques, artillería, escalones ferroviarios, cruces y puentes, producción de petróleo y refinerías de petróleo en el área de Ploiești en Rumanía. En agosto de 1941, fue nombrado Comandante de la Fuerza Aérea del 51.º Ejército en Crimea. A partir de octubre del mismo año, se desempeñó como comandante de la Fuerza Aérea del Distrito Militar del Volga. En julio fue nombrado comandante del 1.er Ejército de Aviación de Bombarderos. Este ejército era parte de la reserva del Alto Mando Supremo y estaba destinado a reforzar la agrupación aérea en los sectores más críticos de los frentes de combate. Participó en hostilidades en dirección oeste, donde parte de sus fuerzas realizaron ataques aéreos contra el transporte ferroviario y las reservas enemigas. En agosto de 1942, el ejército se disolvió.
En septiembre de 1942, asumió el mando del 1.er Cuerpo de Aviación de Bombarderos al mando del cual participó en la ofensiva de Leningrado-Nóvgorod. En marzo de 1943, fue ascendido al rango de teniente general de aviación y nombrado comandante del 17.º Ejército Aéreo. Durante la batalla de Kursk, sus formaciones y unidades proporcionaron apoyo aéreo a las tropas del Frente de Vorónezh. Luego dirigió al ejército durante la operación ofensiva de Donbas y durante la batalla del Dniéper. Durante la ofensiva de las tropas soviéticas en la margen derecha de Ucrania (diciembre de 1943-abril de 1944), las unidades de aviación del 17.º Ejército Aéreo destruyeron a las tropas enemigas en retirada en condiciones invernales muy difíciles, contribuyeron a la liberación de la ciudad de Odesa y Moldavia. Posteriormente, el 17.º Ejército Aéreo apoyó a las tropas soviéticas durante la segunda ofensiva de Jassy-Kishinev, liberación de Belgrado, ofensiva de Budapest, ofensiva del lago Balaton y la batalla de Viena.
«Por el hábil liderazgo de las tropas bajo su mando y por el valor y coraje mostrado en combate contra los invasores fascistas», por decreto del Presídium del Sóviet Supremo de la URSS del 28 de abril de 1945 recibió el título de Héroe de la Unión Soviética con la Orden de Lenin y la Estrella de Oro n.º 6806.

### Posguerra

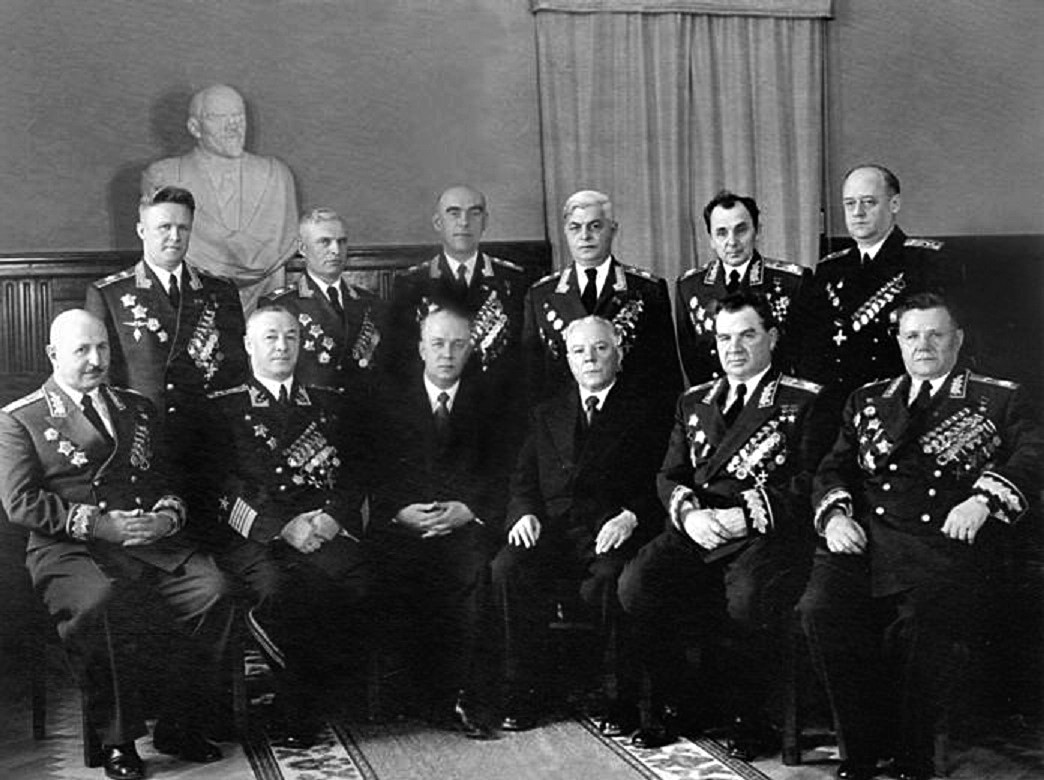
Reunión de los mariscales de la Unión Soviética aún vivos en 1955

Después de la guerra, entre 1946 y 1949, Sudets se desempeñó como jefe del Estado Mayor General y comandante en Jefe Adjunto de la Fuerza Aérea. En 1950 se graduó de la Academia Militar Superior del Estado Mayor. Posteriormente entre 1950 y 1953 fue Director de los Cursos Tácticos y de Vuelo para Oficiales Superiores de Lípetsk.
Entre 1953 y 1955 estuvo al mando del 26.º Ejército Aéreo en el Distrito Militar de Bielorrusia. Luego, en 1955, fue ascendido a comandante en Jefe Adjunto de la Fuerza Aérea y Comandante de Aviación de Largo Alcance, puesto que ocupó hasta abril de 1962 cuando fue nombrado Comandante en Jefe de las Fuerzas de Defensa Aérea y viceministro de Defensa de la URSS.
En julio de 1966, fue asignado al Grupo de Inspectores Generales del Ministerio de Defensa de la URSS puesto en el que permaneció hasta su muerte. Entre 1961 y 1966 fue diputado de la VI Convocatoria del Sóviet Supremo de la Unión Soviética.
Murió el 6 de mayo de 1981 en Moscú y fue enterrado en el cementerio Novodévichi de la capital moscovita.

## Rangos militares
- Mayor general de Aviación (3 de junio de 1942)
- Teniente general de Aviación (17 de marzo de 1943)
- Coronel general de Aviación (25 de marzo de 1944)
- Mariscal de Aviación (11 de marzo de 1955).[3]

## Condecoraciones
A lo largo de su carrera militar Vladímir Sudets recibió las siguientes condecoracionesː
Unión soviética
- Héroe de la Unión Soviética N.º 6806 (28 de abril de 1945)
- Orden de Lenin, cuatro veces (7 de abril de 1940, 28 de abril de 1945, 28 de octubre de 1950, 22 de octubre de 1964)
- Orden de la Revolución de Octubre (22 de octubre de 1974)
- Orden de la Bandera Roja, cinco veces (28 de enero de 1937, 22 de febrero de 1943, 6 de noviembre de 1945, 22 de febrero de 1968, ...)
- Orden de Suvórov de 1.er grado (19 de marzo de 1944) y de 2.do grado (17 de septiembre de 1943)
- Orden de Kutúzov de 1.er grado (13 de septiembre de 1944)
- Orden de la Estrella Roja (3 de noviembre de 1944)
- Orden del Servicio a la Patria en las Fuerzas Armadas de la URSS de 3.er grado  (30 de abril de 1975)
- Medalla Conmemorativa por el Centenario del Natalicio de Lenin
- Medalla por la Defensa de Leningrado
- Medalla por la Victoria sobre Alemania en la Gran Guerra Patria 1941-1945
- Medalla del 20.º Aniversario del Ejército Rojo de Obreros y Campesinos
- Medalla del 30.º Aniversario de las Fuerzas Armadas de la URSS
- Medalla por el Desarrollo de las Tierras Vírgenes
- Medalla por la Conquista de Viena
- Medalla por la Liberación de Belgrado
- Medalla del 20.º Aniversario del Ejército Rojo de Obreros y Campesinos
- Medalla del 30.º Aniversario de las Fuerzas Armadas de la URSS
- Medalla del 40.º Aniversario de las Fuerzas Armadas de la URSS
- Medalla del 50.º Aniversario de las Fuerzas Armadas de la URSS
- Medalla del 60.º Aniversario de las Fuerzas Armadas de la URSS
- Medalla Conmemorativa del 800.º Aniversario de Moscú
- Medalla Conmemorativa del 250.º Aniversario de Leningrado

Otros países
- Héroe de la República Popular de Mongolia
- Orden de Süjbaatar
- Orden de la Bandera Roja , dos veces
- Héroe del Pueblo de Yugoslavia (octubre de 1964) - «por heroísmo en la lucha contra el enemigo común»
- Orden de la Estrella Partisana de 1.er grado (Yugoslavia);
- Orden del Estandarte de la República Popular Húngara de 1.er grado (Hungría)
- Orden al Mérito de la República Popular Húngara de 5.º grado (Hungría)
- Orden de la Libertad Húngara (Hungría)
- Caballero Comendador de la Orden del Imperio Británico
- Orden por Mérito Militar de 2.do grado  con espadas y distinción militar (Bulgaria)
- Medalla de la Guerra Patriótica 1944-1945 (NRB);